# Músculo prócer
El músculo prócer (Pyramidalis nasi o procerus nasi) es un músculo de la cara, se encuentra en el dorso de la nariz y entrecejo, por debajo del músculo frontal, separado por la línea aponerótica de su homónimo del lado opuesto.

## Inserción e inervación
Se inserta en los cartílagos laterales y en los bordes inferior e interno de los huesos propio de la nariz; por arriba en la cara profunda de los tegumentos del entrecejos.
Lo inerva el nervio facial.

## Función

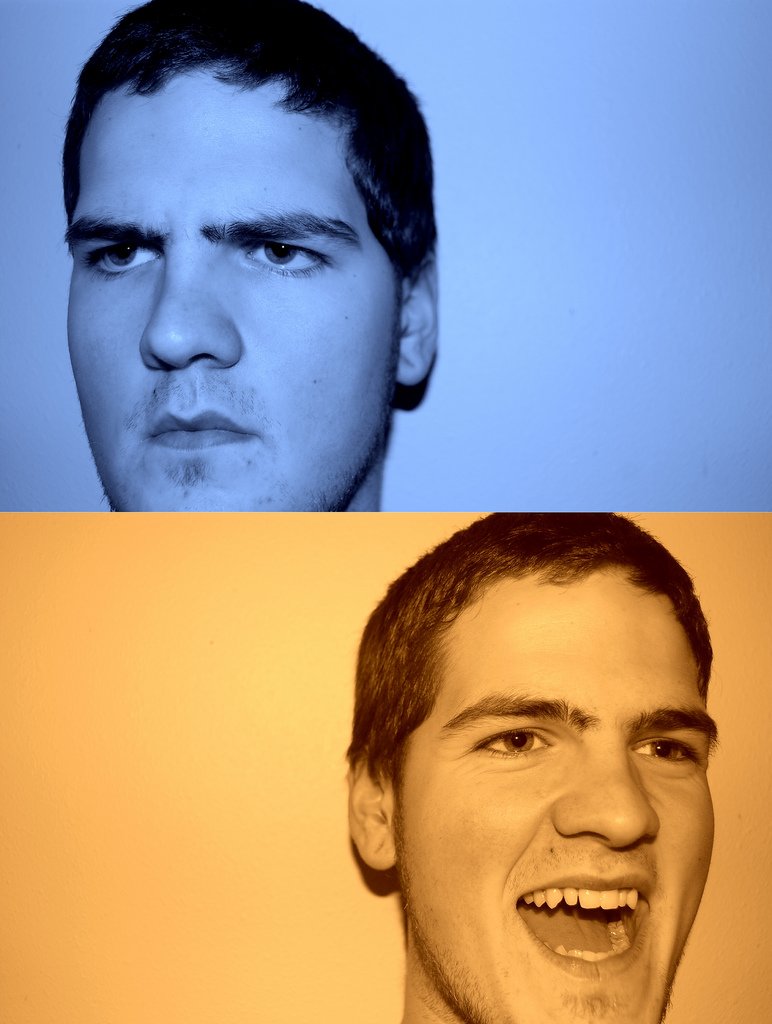
Demostración en una persona bipolar del fruncimiento y depresión del ceño.

Su función es desplazar la piel frontal hacia abajo, sobre todo las cejas, generándose el efecto de ceño, demostrando generalmente enojo, tristeza y pánico.